# あいチャン!!
『あいチャン!!』とは静岡第一テレビ（SDT）にて2014年3月31日から2017年3月31日まで放送の月 - 金曜午前の生放送情報番組である。

## 概要
2014年3月31日に『930プラス』の後番組として番組開始。その為、日本テレビ制作の『スッキリ!!』は第1部（8:00 - 9:30）のみの放送となっていたが、2017年3月31日をもって終了。同年4月3日から、自社制作番組の後継番組として『マルシェア』を放送開始したが、同日から『スッキリ!!・第2部』（9:30 - 10:25）の番販ネットを開始したため、『マルシェア』は10:25 - 10:55での放送となる。

## 出演者
司会
- 小岩智子（月・水曜日担当、2016年5月から←全曜日担当、番組開始 - 2014年9月）
- 永見佳織（火・木・金曜日担当、←全曜日担当、2014年10月 - 2016年4月）

天気予報
- 手塚悠介（ウェザーマップ所属気象予報士、2014年10月 - ）

VTR出演
- 森育子（I.R.Mアカデミー主宰。娘は森理世。月曜日『森育子の月曜日はシャキッと!』→『森育子のシャキッと!』』）
- 小川ももこ（木曜日『ももこのおやつの時間』→水曜日『もこもこクッキング』）
- 山田桃子（水曜日『もこもこクッキング』パートナー）

### 過去の出演者
| 期間      | 期間      | 司会     | 司会       | 天気予報 |
| 期間      | 期間      | 月・水   | 火・木・金 | 天気予報 |
| --------- | --------- | -------- | ---------- | -------- |
| 2014.3.31 | 2014.9.26 | 小岩智子 | 小岩智子   | 河津真人 |
| 2014.9.29 | 2016.4.29 | 永見佳織 | 永見佳織   | 手塚悠介 |
| 2016.5.2  | 2017.3.31 | 小岩智子 | 永見佳織   | 手塚悠介 |

## 放送時間
- 2014年3月31日 -2017年3月31日 ： 月 - 金曜日09:30 - 10:00（日本時間、30分）